# Novopokrovka (Krasnoarmeiski)
|  | Per a altres significats, vegeu «Novopokrovka». |

Novopokrovka (en rus: Новопокровка) és un poble del krai de Primórie, a l'Extrem Orient de Rússia, que en el cens del 2010 tenia 3.646 habitants.